# Thomas Timm
Thomas Timm ist ein ehemaliger deutscher Basketballspieler.

## Leben
1972 wurde Timm mit der B-Jugend des VfL Pinneberg norddeutscher Meister. 1973 nahm er mit der bundesdeutschen Kadettennationalmannschaft an der Europameisterschaft dieser Altersklasse in Italien teil und war mit 10,6 Punkten pro Begegnung zweitbester Korbschütze der Deutschen. Zur Saison 1973/74 wechselte er zum Hamburger TB in die Basketball-Bundesliga. Timm gehörte ebenfalls zum Aufgebot der BRD bei der Junioren-Europameisterschaft 1974 in Frankreich und erzielte im Turnierverlauf 4,3 Punkte pro Spiel. Er blieb ein Jahr beim Hamburger Bundesligisten und kehrte dann nach Pinneberg zurück. Mit dem VfL stieg er in der Saison 1975/76 als Meister der Regionalliga Nord in die 2. Basketball-Bundesliga auf. Timm war bester Pinneberger Korbschütze der Meistermannschaft. Er spielte anschließend auch in der zweiten Liga für den VfL, mit dem er in der Saison 1978/79 Vierter der Bundesliga-Aufstiegsrunde wurde, und stieß mit der Mannschaft auch im Spieljahr 1979/80 in die Spitzengruppe der Liga und in die Bundesliga-Aufstiegsrunde vor.